# 達拉河
46°18′56″N 7°37′01″E / 46.31542°N 7.61690°E

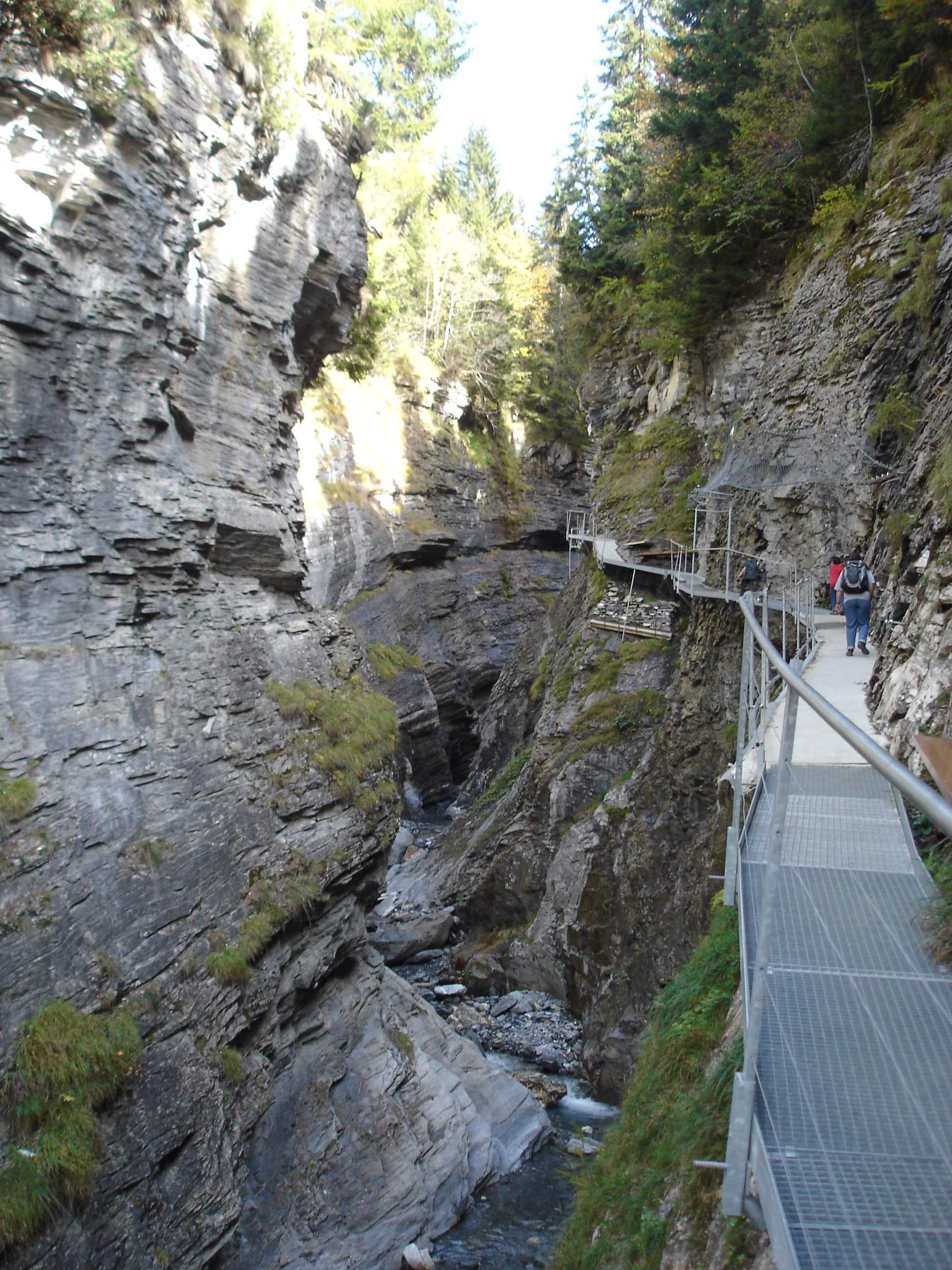

達拉河是瑞士的河流，位於該國西南部，流經瓦萊州，屬於羅訥河的支流，河道全長13公里，流域面積59平方公里，河口處在洛伊克附近。